# Franz Michael Zahn

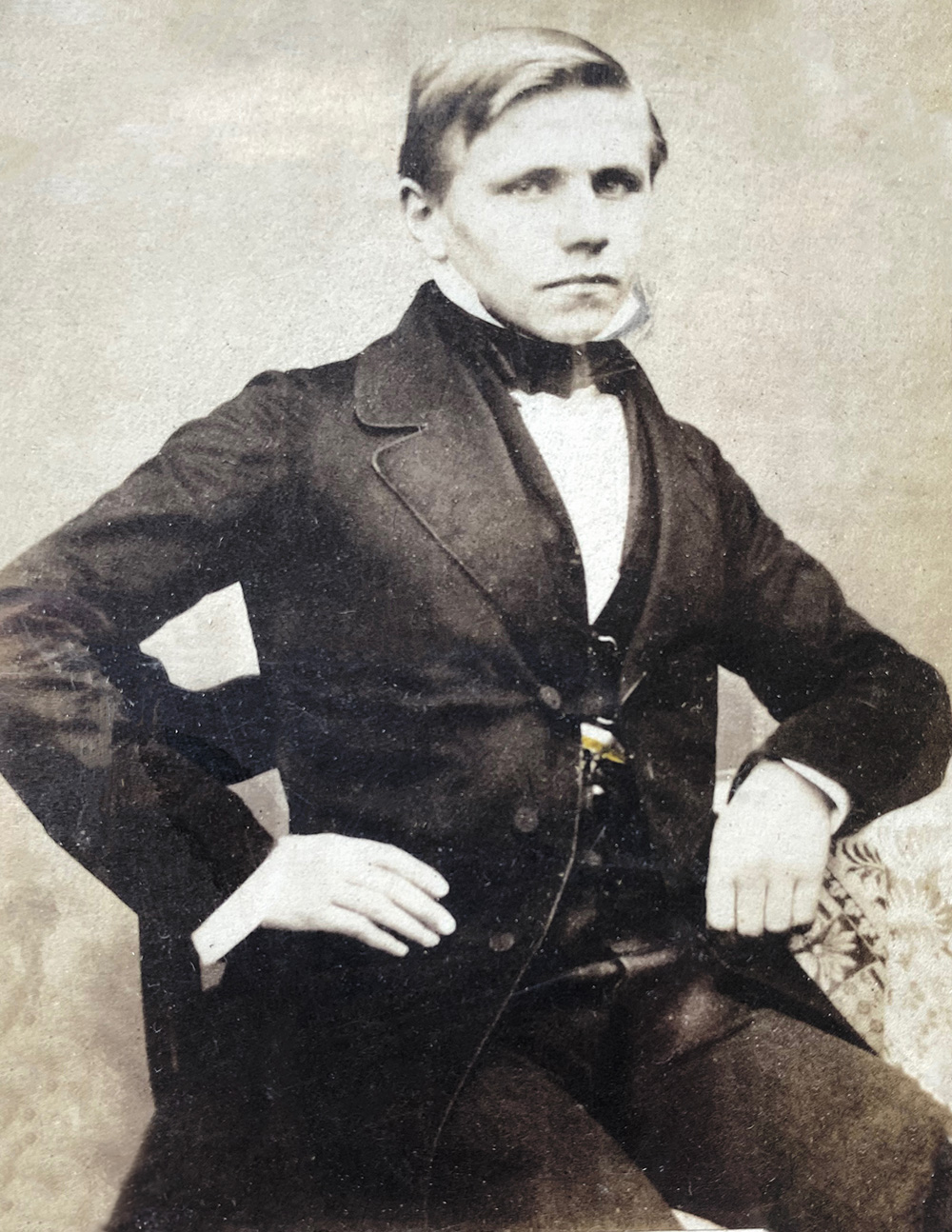
Michael Zahn als Wingolfit, 1855

Franz Michael Zahn (* 4. Juni 1833 in Moers; † 5. März 1900 in Bremen) war ein deutscher evangelischer Theologe und Inspektor der Norddeutschen Missionsgesellschaft.

## Leben und Wirken
Zahn war der Sohn des evangelischen Pädagogen und Direktors des Lehrerseminars in Moers, Franz Ludwig Zahn (1798–1890). Seine Mutter Anna Zahn (geb. Schlatter) (1800–1853) war eine Tochter der St. Galler Pietistin Anna Schlatter-Bernet (1773–1826). Seine Brüder waren unter anderem Johannes Zahn und der konservative Neutestamentler Theodor Zahn.
Nach dem Besuch des humanistischen Gymnasiums in Erlangen studierte Zahn in Halle und Erlangen Theologie, wobei er besonders von Johann Christian Konrad von Hofmann beeinflusst wurde. In Halle wurde er Mitglied des Wingolf. Kurzzeitig am Seminar seines Vaters tätig, wirkte er zunächst drei Jahre als Hilfsprediger in Barmen. Am 26. Februar 1862 übernahm er als erster Inspektor die Leitung der Norddeutschen Missionsgesellschaft (gegr. 1836), die er bis an sein Lebensende innehatte.
Er war verheiratet mit der Irin Anna Crooks (1837–1927 aus Sligo) und hatte mit ihr eine Tochter.
Weniger durch organisatorische Vielgeschäftigkeit, als vielmehr durch seine Missionstheologie und seinen minutiösen Fleiß hat er dazu beigetragen, dass auf deren Arbeitsfeld in Westafrika (Ghana und Togo) der Grund für eine evangelische Kirche unter dem Ewe-Volk gelegt wurde. Zum Kreis um Gustav Warneck gehörend, hat Zahn überdies das deutsche Missionsleben nachhaltig geprägt. So rief er zusammen mit Friedrich Fabri 1866 die „Kontinentale Missionskonferenz“ in Bremen ins Leben und tat sich als langjähriger Mitarbeiter der von Warneck 1874 begründeten „Allgemeinen Missions-Zeitschrift“ hervor, die er zeitweilig mit herausgab. Daneben trat er als Redner in Erscheinung, besonders auf den „Sächsischen Provinzial-Missions-Konferenzen“ (gegr. 1878). Als ein führender Kopf der evangelischen Missionsbewegung, die (wie auch die katholische Mission) den Imperialismus sanktionierte und den Kolonialmächten in die überseeischen »Schutzgebiete« folgte, tat er sich durch kritische Äußerungen über die kolonialen Missstände hervor. So prangerte er den überseeischen Branntweinhandel an und entfachte einen heftigen publizistischen Streit mit dem Hamburger Großkaufmann und Reichstagsabgeordneten Adolph Woermann (seit 1885), der zu einer von der Kontinentalen Missionskonferenz verabschiedeten Petition an den Reichstag führte. Als »Parteiführer« der sogenannten positiven Richtung hat sich Zahn auch am kirchlichen Leben Bremens beteiligt und den »alten Glauben« verteidigt. Von seinen Zeitgenossen wird er als eine »tieffromme«, aber auch zugleich »weltoffene« Natur beschrieben (Büttner, 1912, 534).
Zahn sieht das Ziel der Missionsarbeit nicht – wie viele seiner Zeitgenossen – in der Gründung christianisierter Volkskirchen, sondern in „sich sammelnden (ökumenischen) Glaubensgemeinden“, die aus der Einzelbekehrung erwachsen und sich auf das „Kommen des Reiches Gottes vorbereiten“ sollen. Der Mission sei dabei zwar aufgetragen, die jeweilige Volksindividualität der jungen Gemeinden zu fördern, sie aber erst dann in die Selbständigkeit zu entlassen, wenn sie nach einer Zeit der „Gewöhnung tiefe Wurzeln geschlagen“ haben. Mit letzterem legt Zahn den Gemeinden das »Stützkorsett europäisch-pädagogischer Leitung« an (Ustorf, 1989, 295 – s. Literatur) und praktiziert damit – wie in der Missionspraxis des 19. Jahrhunderts weitgehend üblich – einen missionarischen Paternalismus.

## Werke
- 1865: Anna Schlatters Leben und Nachlass, Gedichte und kleiner Aufsätze, 3. Band, Verlag von W. Vallett und Comp., Bremen
- 1865: Einige Bedenken gegen die Mission: Nebst Rechnungen und Uebersichten der Norddeutschen Missionsgesellschaft für 1864 : Im Auftrag der Committee, J. Frese, Bremen
- 1867: Von der Elbe bis zum Volta: Sechs Jahre Missions-Arbeit in Westafrika, Verlag von W. Vallett und Comp., Bremen
- 1868: Ein Gang durch die heilige Geschichte: 53 Betrachtungen über die Hauptlectionen des Filder Bibelkalenders, A. Perthes, Gotha
- 1870: Vier Freistätten im Sclavenlande, Nochmals sechs Jahre Missions-Arbeit in Westafrika, Buchdruckerei von C. Hilgerloh, Bremen
- 1870: Die biblische Geschichte: Der Schlüssel zur biblischen Lehre : Ein Beitrag zum Schrift-Verständnis : Vortrag, Buchdruckerei von C. Hilgerloh, Bremen
- 1871: Das erste Evangelium: Ein Beitrag zum Schriftverständnis : Vortrag, Hugo Klein, Bremen
- 1872: Israel und Egypten, Hugo Klein, Bremen
- 1873: Samuel der Prophet und Reformator. Hugo Klein, Bremen
- 1875: Was ist von der Mission der Gegenwart zu halten: Bremer Verein z. Verbreitung christlicher Schriften, J. D. Noltenius, Bremen
- 1876: Die Arbeiter im Weinberge: Predigt, Buchdruckerei von C. Hilgerloh, Bremen
- 1883: Juda's Wiederherstellung nach der Verbannung: geringe Tage, die große vorbereiten ; Vortrag, Verlag von W. Valett & Co., Bremen
- 1884: Evangelischer und römisch-katholischer Missionsbetrieb: Vortrag, gehalten auf der Halleschen Missions Konferenz, C. Bertelsmann, Gütersloh
- 1886: Handel und Mission – Vortrag in Stettin auf der ersten Jahres-Versammlung der Pommerschen Missions-Konferenz gehalten, C. Bertelsmann, Gütersloh
- 1886: Der westafrikanische Branntweinhandel: Erwiderung auf die Offene Antwort des Herrn Reichstagsabgeordneten A. Woermann, C. Bertelsmann, Gütersloh
- 1892: Die evangelische Kirche als welterobernde Macht, J. Morgenbesser, Bremen
- 1894: Der Christ und die Welt, C. Bertelsmann, Gütersloh
- 1900: Schriftzeugnisse: Predigten, J. Morgenbesser, Bremen